# ウラッハ公

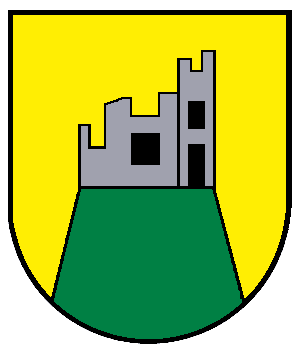
ウラッハ公爵家の紋章

ウラッハ公（ドイツ語: Herzog von Urach）は、ドイツのヴュルテンベルク王国において創設された公爵位。1867年3月28日、ヴュルテンベルク伯ヴィルヘルムに与えられた。敬称は「Serene Highness」相当。ヴュルテンベルク家の庶流ウラッハ家 (Haus Urach) として言及されることもある。

## 概要
初代ウラッハ公となったヴュルテンベルク伯ヴィルヘルムは、ヴュルテンベルク公フリードリヒ2世オイゲンの四男で、初代ヴュルテンベルク王フリードリヒ1世の弟であるヴィルヘルムが、トゥンダーフェルト＝ローディス男爵夫人ヴィルヘルミーネ（Wilhelmine Freein von Tunderfeld-Rhodis, 1777年 - 1822年）との貴賤結婚でもうけた6人の子供のうちの一人であった。初代ウラッハ公ヴィルヘルムはテオドランド・ド・ボアルネとの最初の結婚によってカトリックに改宗し、またフロレスティーヌ・ド・モナコとの再婚によって、1918年に起きたモナコ公国の継承問題にウラッハ公爵家を巻き込むことになった。
ヴィルヘルムの長男で第2代公爵のヴィルヘルム・カールは、1918年に一時的にリトアニア王に選出され、ミンダウガス2世を名乗った。ウラッハ公爵家は現在、初代公爵ヴィルヘルムが再建したリヒテンシュタイン城 (en) を居城としている。
ウラッハ公爵夫妻以外のウラッハ公爵家の人々は「ウラッハ侯爵 (Fürst von Urach)」および「ヴュルテンベルク伯爵 (Graf von Württemberg)」の称号で呼ばれる。

## ウラッハ公
- ヴィルヘルム（1810年 - 1869年）
- ヴィルヘルム・カール（1864年 - 1928年）
- カール・ゲロ（1899年 - 1981年）
- カール・アンゼルム（1955年 - ）…1991年、公爵位放棄
- ヴィルヘルム・アルベルト（1957年 - ）